# 줄리언 브림
줄리언 브림(Julian Bream, 1933년 7월 15일 ~ 2020년 8월 14일)은 잉글랜드의 기타리스트이자 류트니스트이다.